# Ngân hàng Việt Nam Hiện Đại
Ngân hàng Thương mại TNHH Một thành viên Việt Nam Hiện Đại, tên tiếng Anh: Modern Bank of Vietnam Limited, viết tắt: MBV, là một ngân hàng thương mại của Việt Nam được sở hữu 100% bởi Ngân hàng Quân đội (viết tắt là MB).
Trước khi được chuyển giao bắt buộc cho MB, MBV là một ngân hàng do Nhà nước sở hữu 100% vốn góp với tên cũ là Ngân hàng Thương mại TNHH MTV Đại Dương, tên tiếng Anh: OceanBank, viết tắt: OceanBank.

## Lịch sử
Năm 2007, Ngân hàng Nông thôn Hải Hưng đổi tên thành Ngân hàng Thương mại Cổ phần Đại Dương (OceanBank), chủ tịch HĐQT là ông Hà Văn Thắm, có các cổ đông lớn là Tập đoàn Dầu khí Quốc gia Việt Nam (nắm 20% cổ phần), Tập đoàn Đại Dương (20% cổ phần), Công ty TNHH VNT (20% cổ phần),... Tính tới tháng 12 năm 2013, OceanBank trở thành nhà băng có vốn tới 4.000 tỷ đồng, và mới được chấp thuận tăng vốn lên 5.350 tỷ đồng.
Tính đến năm 2014, các cổ đông lớn của ngân hàng này gồm Tập đoàn Dầu khí Việt Nam (20%), Công ty TNHH VNT (20%), Công ty CP Tập đoàn Đại Dương (20%) và Công ty Cp Đầu tư và xây dựng Sông Đà (6,65%)
Năm 2015, sau khi chủ tịch HĐQT Hà Văn Thắm của Ngân hàng này bị bắt giam, ngân hàng này đã bị NHNN mua lại với giá 0 đồng/cổ phần, chuyển đổi hình thức thành Ngân hàng Thương mại TNHH một thành viên. VietinBank được chỉ định sẽ tham gia quản trị, điều hành NH này.
Ngày 17/10/2024, Thống đốc Ngân hàng Nhà nước Việt Nam Nguyễn Thị Hồng đã trao quyết định chuyển giao bắt buộc ngân hàng này cho Ngân hàng TMCP Quân đội (MB), trở thành Ngân hàng Thương mại TNHH MTV do MB sở hữu 100% vốn điều lệ. Cùng với đó, hội đồng quản trị của MB cử ông Lê Xuân Vũ, Thành viên Ban điều hành MB đảm nhiệm vị trí Phó tổng giám đốc thường trực OceanBank.